# Сёдзи, Эрик
Эрик Сёдзи (род. 24 августа 1989 года) — американский волейболист, либеро клуба ЗАКСА и сборной США.

## Карьера
Уроженец Гонолулу, где его отец Дэйв Сёдзи работает волейбольным тренером Гавайского университета в Маноа. Поэтому Эрик и его брат Кавика рано начали играть. В 2009-12 годах выступал за ВК «Стэнфорд Кардинал» Стэнфордского университета. В 2010 году стал чемпионом Национальной ассоциации студенческого спорта.
В 2012-14 годах играет в Австрии. В 2014 году в составе команды «Хипо Тироль Иннсбрук» завоёвывает дубль — чемпионат и кубок страны.
В 2014-16 годах играет в составе берлинского SCC Berlin. В 2015 году становится вице-чемпионом и бронзовым призёром Лиги чемпионов.
В 2016 году начал играть в составе новосибирского «Локомотива».
В 2006 году становится серебряным призёром чемпионата NORCECA среди юношей (до 19 лет). На чемпионате мира среди юношей 2007 года признаётся лучшим по игре в защите (Best Digger). В 2008 году становится бронзовым призёром чемпионата NORCECA среди молодёжи (до 21 года).
С 2013 года привлекается в сборную США. В её составе в 2013 году становится чемпионом NORCECA. В 2014 году становится победителем Мировой лиги, а в следующем сезоне — бронзовым призёром Мировой лиги. Также в 2015 году становится победителем Кубка мира, а также признаётся лучшим либеро.
В 2016 году становится бронзовым призёром Олимпиады.